# Anoropallene valida
Anoropallene valida là một loài nhện biển trong họ Callipallenidae. Loài này thuộc chi Anoropallene. Anoropallene valida được miêu tả khoa học năm 1884 bởi Haswell.